# Oncideres gutturator
Oncideres gutturator es una especie de escarabajo longicornio de la subfamilia Lamiinae. Fue descrita científicamente por Fabricius en 1775.
Se distribuye por Argentina, Bolivia, Brasil, Colombia, Ecuador, Guyana, Guayana Francesa, Panamá, Perú, Surinam y Venezuela. Posee una longitud corporal de 17-29,4 milímetros. El período de vuelo de esta especie ocurre en todos los meses de año, excepto en agosto.
Oncideres gutturator se alimenta de plantas y arbustos de las subfamilias Caesalpinioideae y Mimosoideae de la familia Fabaceae, entre ellas, las especies Albizia lebbeck, Pithecellobium dulce, Samanea saman y demás.

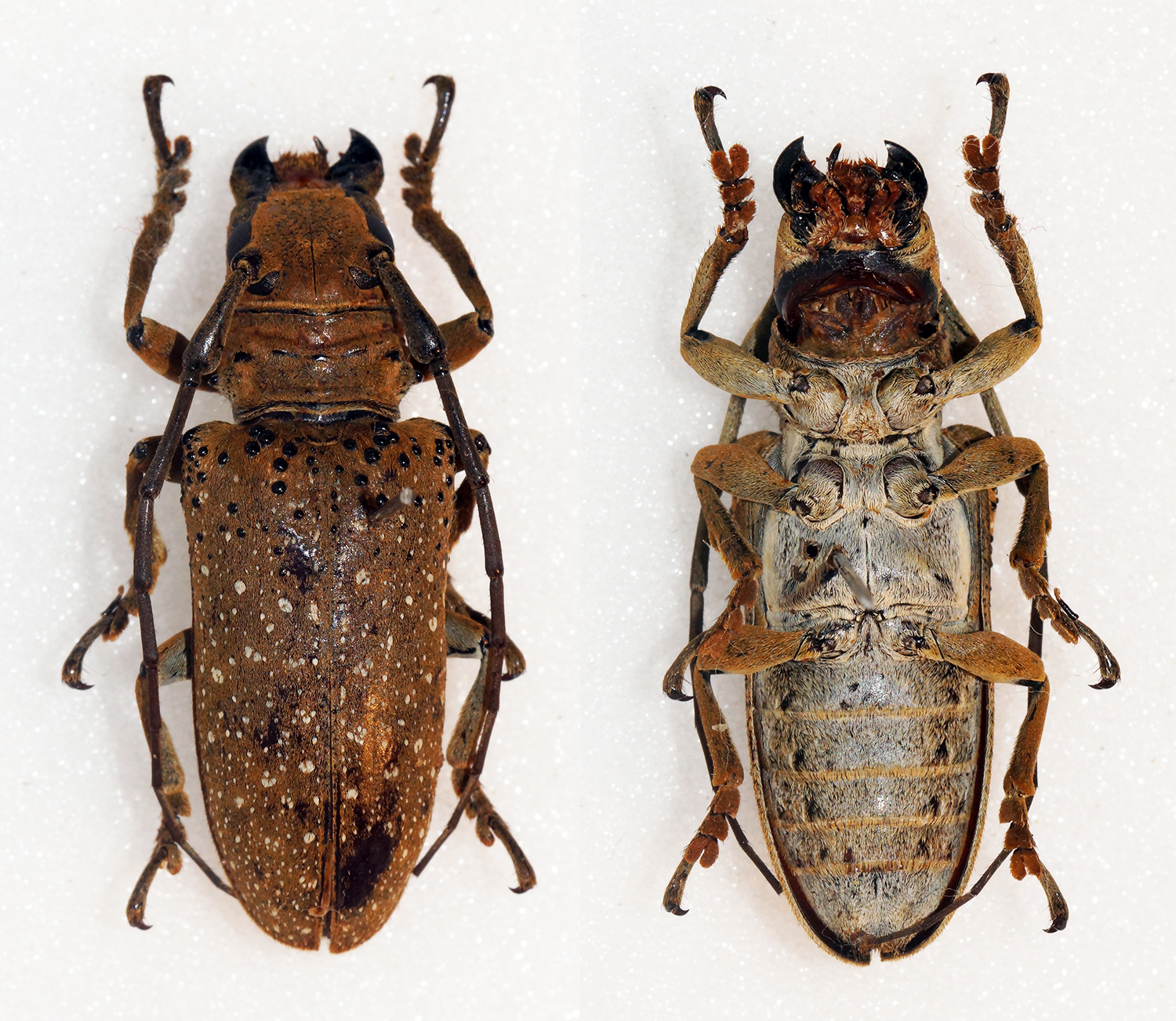
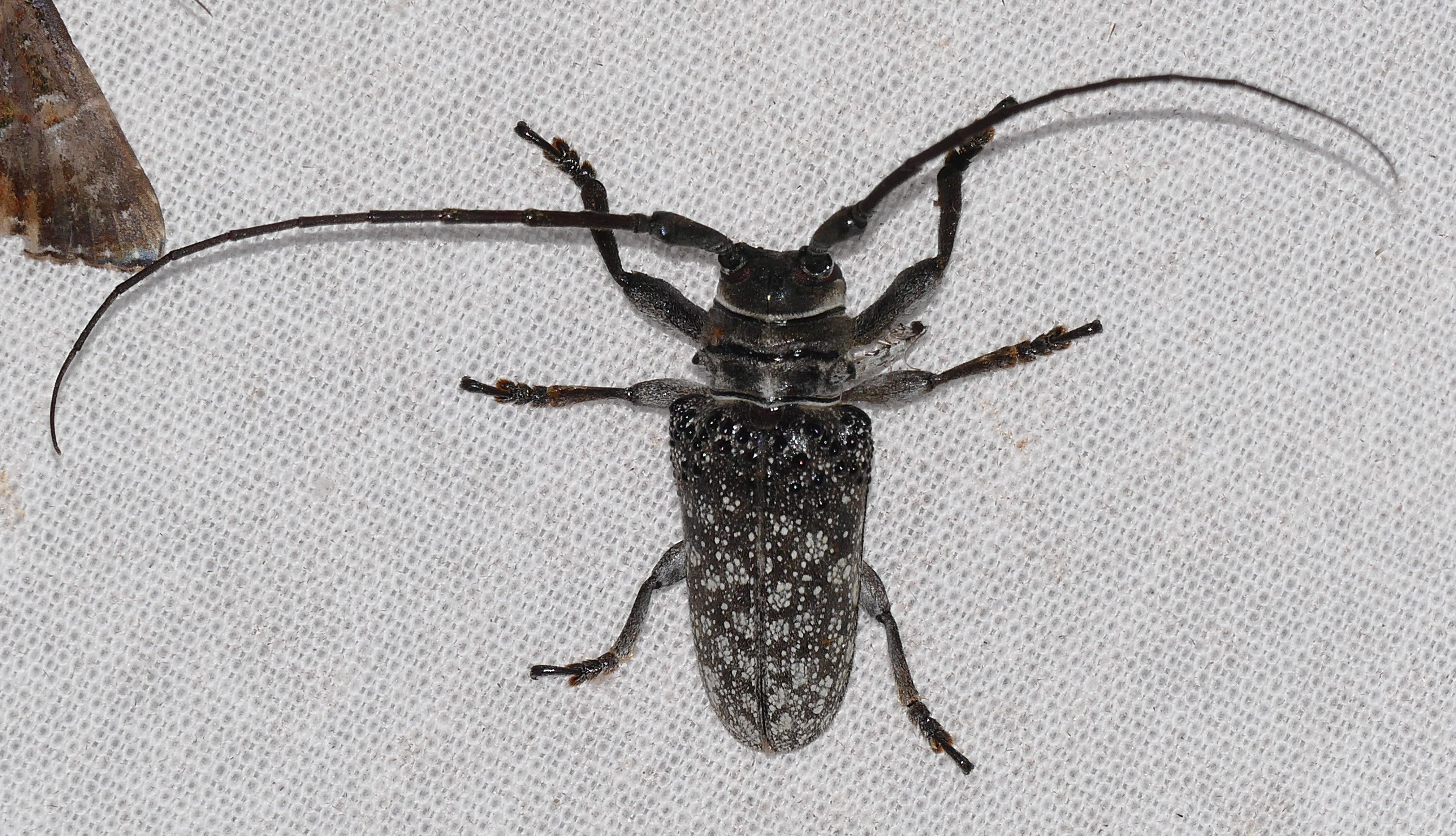
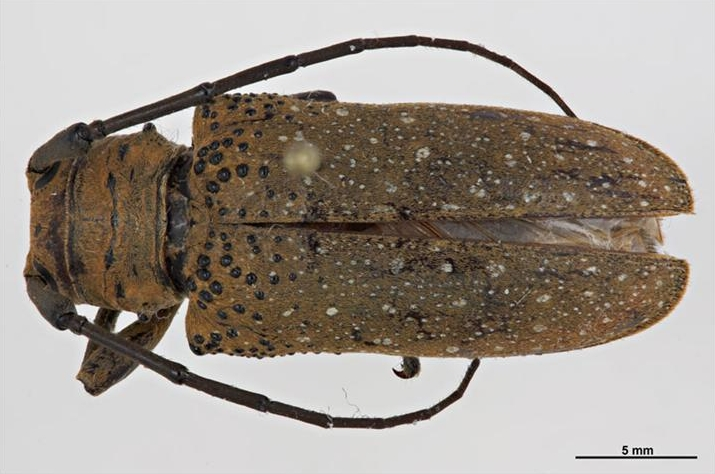
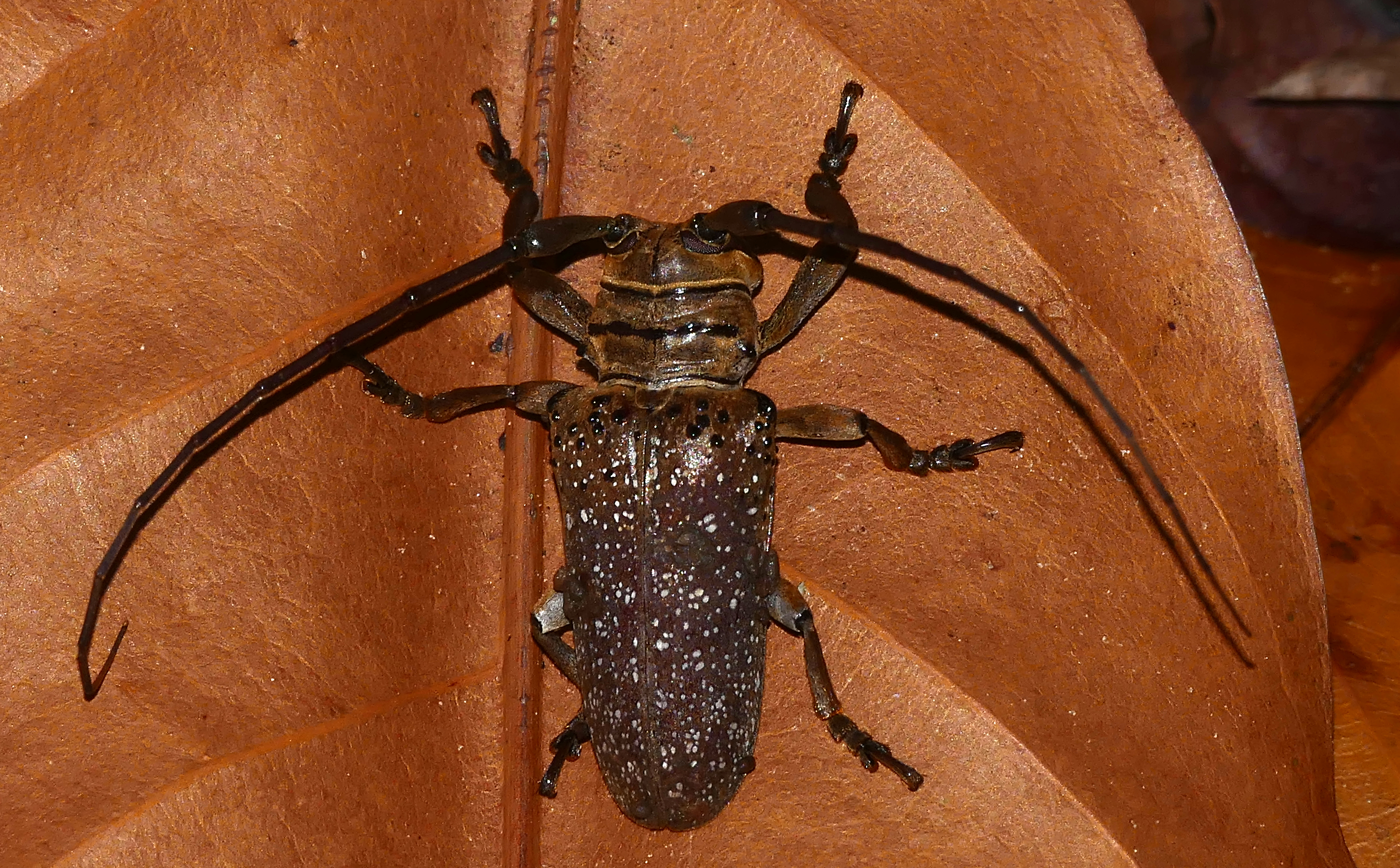